# Charles Emil Lewenhaupt l'Ancien
Charles Emil Lewenhaupt l'Ancien est un général suédois, de la famille Lewenhaupt, né en 1691 et mort en 1743. 
Il fit la guerre en Poméranie, et vit mourir Charles XII au siège de Frederikshall. Élu maréchal de la diète (1734 et 1740), il contribua activement à la déclaration de guerre contre la Russie, et fut nommé général en chef des troupes (1742). 
L’année suédoise, battue en plusieurs rencontres, fut obligée de capituler à Helsingfors, et Lewenhaupt, trahi par ses officiers, fut condamné à avoir la tête tranchée. La sentence reçut son exécution le 15 août 1743.